# Laurent Didier
Laurent Didier, född 19 juli 1984 i Dippach, är en luxemburgsk professionell cyklist. Under säsongen 2009 bytte han till det danska laget Designa Køkken, efter att ha kört för Saxo Bank under sena 2008. År 2010 återvände han till Saxo Bank och anslöt sig till sina landsmän Fränk- och Andy Schleck. År 2010 slutade Didier på andra plats i de luxemburgska mästerskapen, bakom segrande Andy Schleck.
Inför säsongen 2012 blev Laurent Didier kontrakterad av RadioShack-Nissan-Trek.

### Fotnoter
1. ↑  ”Rider profile - Laurent Didier”. Cycling News. http://www.cyclingnews.com/riders/laurent-didier. (engelska)
2. ↑  ”Ergebnisse Laurent Didier”. die Radsportseiten. Arkiverad från originalet den 2 mars 2012. https://web.archive.org/web/20120302100229/http://www.radsportseiten.net/coureuruitslagenfiche.php?coureurid=13899. Läst 6 februari 2011. (tyska)